# Linde in Schenklengsfeld

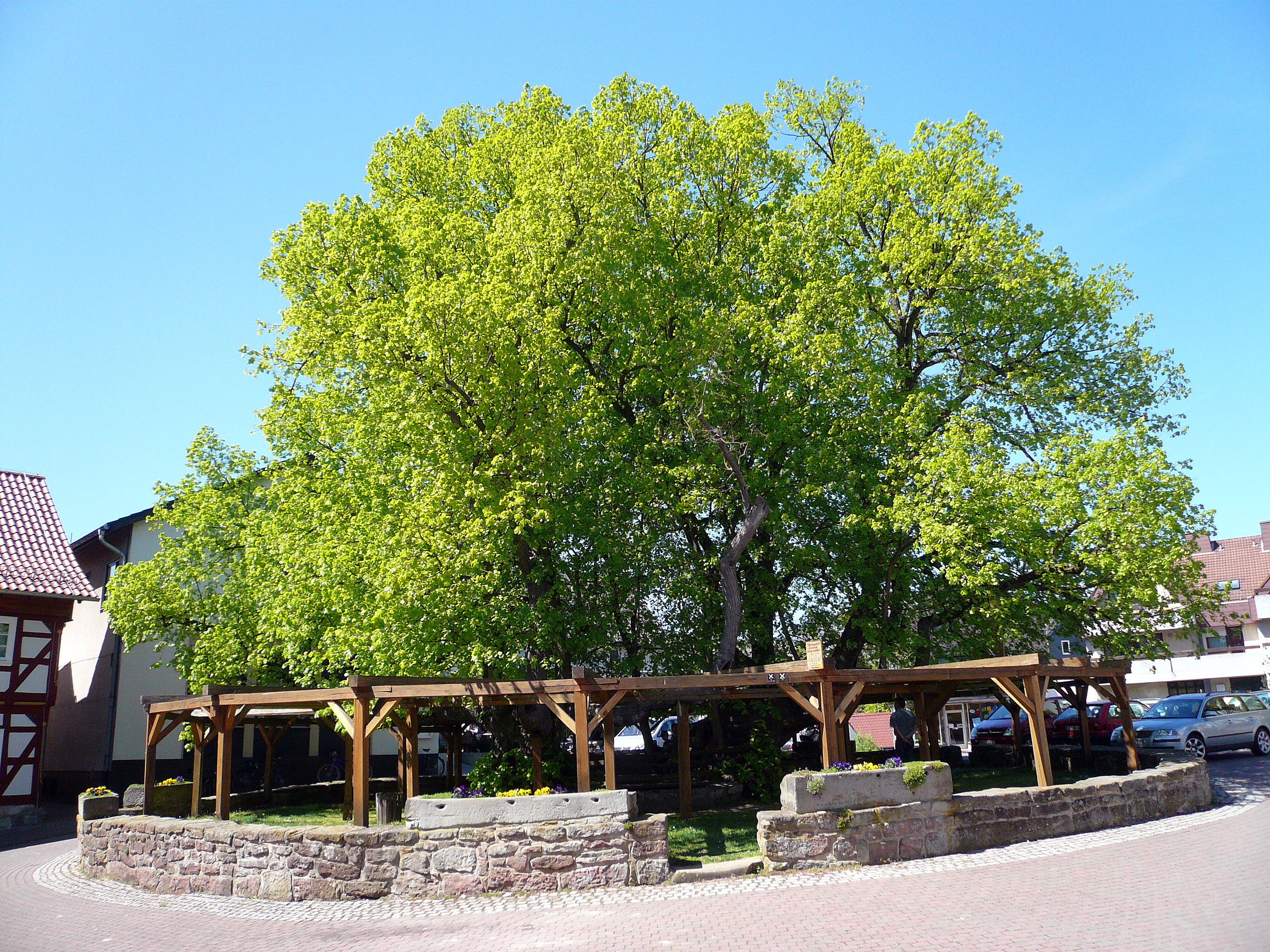
Linde mit Gerüst

Die Linde in Schenklengsfeld (auch Schenklengsfelder Dorflinde oder Riesenlinde genannt) ist eine Tausendjährige Linde und vielleicht der älteste Baum Deutschlands. Die Sommerlinde (Tilia platyphyllos) steht in Schenklengsfeld, etwa zehn Kilometer südöstlich von Bad Hersfeld im osthessischen Landkreis Hersfeld-Rotenburg. In früheren Zeiten hatte sie die Funktion einer Gerichtslinde, unter der über mehrere Jahrhunderte hinweg Gericht gehalten wurde. Dazu war bei ihr ein Pranger für den Strafvollzug aufgebaut.
Koordinaten: 50° 49′ 9″ N, 9° 50′ 41″ O

## Standort
Die Linde steht auf etwa 318 m. ü. NHN auf dem Marktplatz von Schenklengsfeld, das auf einer fruchtbaren Hochebene zwischen dem Seulingswald im Norden und dem Hessischen Kegelspiel im Süden liegt. Der Marktplatz ist leicht nach Süden geneigt und etwa 30 × 60 Meter groß. Er ist heute komplett gepflastert. Die Linde selbst ist von einer etwa 50 Zentimeter hohen Steinmauer umgeben. Ein Balkengerüst trägt mindestens seit dem Jahr 1900 die Äste der Linde. Zum Innenraum hin hat die Mauer mehrere Durchgänge. Dahinter befindet sich der Sankt-Georg-Brunnen.

## Beschreibung

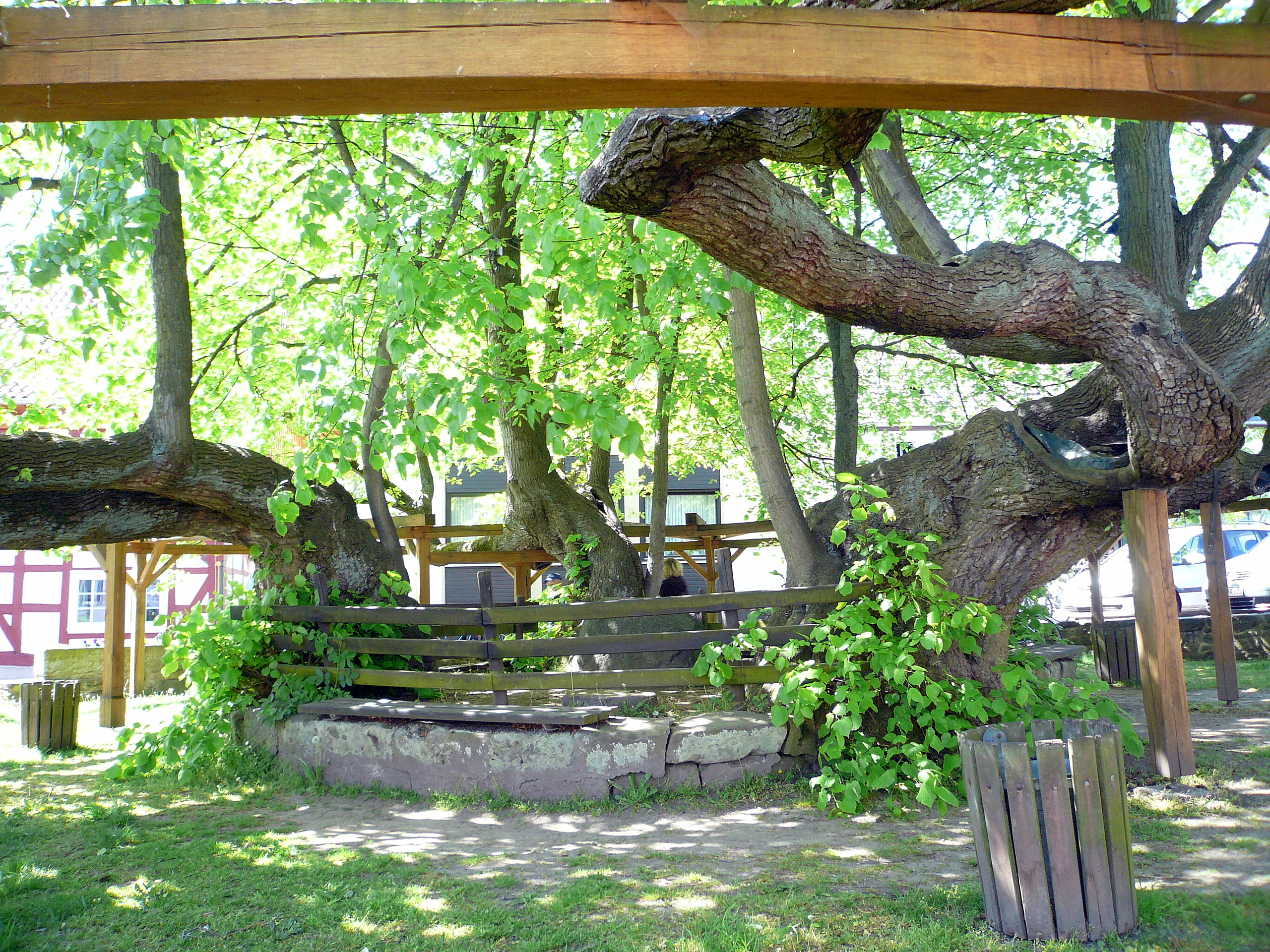
Abgestützte Stammteile

Die Linde besteht aus vier Teilen, die den Eindruck von einzelnen Bäumen erwecken, aber einem gemeinsamen Wurzelstock entstammen. Im Innenraum zwischen den vier Stämmen befindet sich eine größere, durch Steine erhöhte und mit einem Lattenzaun umgrenzte Freifläche von etwa sechs Quadratmetern.
Die Krone der Linde wird durch waagerecht verlaufende Hauptäste gebildet. Diese werden von einem etwa 65 Meter langen Gerüst gestützt, das auf insgesamt mehr als 80 Balken ruht. Ein paar Äste wachsen im Zentrum der Krone normal in die Höhe. Die ungewöhnliche Wuchsform der waagerechten Hauptäste wurde dadurch erzielt, dass die Krone in die Breite geleitet und damit das Höhenwachstum gemindert wurde. Bei einer Höhe von etwa zehn Metern weist die Krone einen Durchmesser von fast 25 Metern auf. Mit einem Umfang von 120 Metern trägt die Schenklengsfelder Linde das größte erhaltene Lindendach. Historiker raten die behutsame Wiederherstellung der ursprünglichen, flachen Wuchsform an.

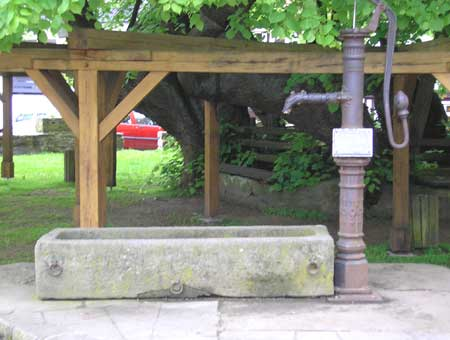
Sankt-Georg-Brunnen

Unklar ist, ob sich die Linde aus einem ursprünglich einzelnen Baum entwickelt hat, dessen Stamm geborsten ist, oder aus vier nahestehenden Bäumen entstand, die zu einem gemeinsamen Wurzelstock zusammenwuchsen. Der Legende nach soll die Linde vor langer Zeit durch einen Blitzeinschlag geteilt worden sein. Zu einem Zeitpunkt, als der Stamm noch aus einem Stück bestand, sollen auf den Hauptästen Balken und Dielen gelegen haben, die als Tanzpodium dienten. Der Wahrheitsgehalt dieser Erzählungen wird allerdings von manchen Experten bezweifelt.
Von anderen Tanzlinden ist beurkundet, dass die Leitung der Äste zur Gewinnung von Bast für Veredelungen in der Apfelzucht diente. Bei diesem Verfahren wurden die jungen, senkrechten Triebe der geleiteten Linde abgeschnitten. Damit die Zweige stets in ausreichender Menge geerntet werden konnten, wurden die Hauptäste nach unten gebogen und in dieser Position fixiert. Dadurch bildete sich die charakteristische querstrebende Wuchsform. Ob die Schenklengsfelder Linde ebenso bewirtschaftet wurde, ist nicht bekannt.

### Stammumfang
Die Messung des Stammumfanges gestaltet sich schwierig, da der Stamm aus vier einzelnen, voneinander getrennten Teilen besteht. Man misst um die vier Stammteile herum, die jeweils etwa drei Meter Umfang haben. Dabei wird der fehlende Zwischenraum nicht berücksichtigt. In einem Meter Höhe beträgt der Stammumfang, gemessen auf diese Weise, 17,91 Meter. An der Stelle seines geringsten Durchmessers hat der Stamm einen Umfang von 17,80 Metern. Die Linde weist damit den größten Umfang eines Baumes in Deutschland auf. Eine Messung von Hartwig Goerss im Jahre 1978 ergab in 0,5 Meter Höhe einen Umfang von 17,40 Metern.

### Alter

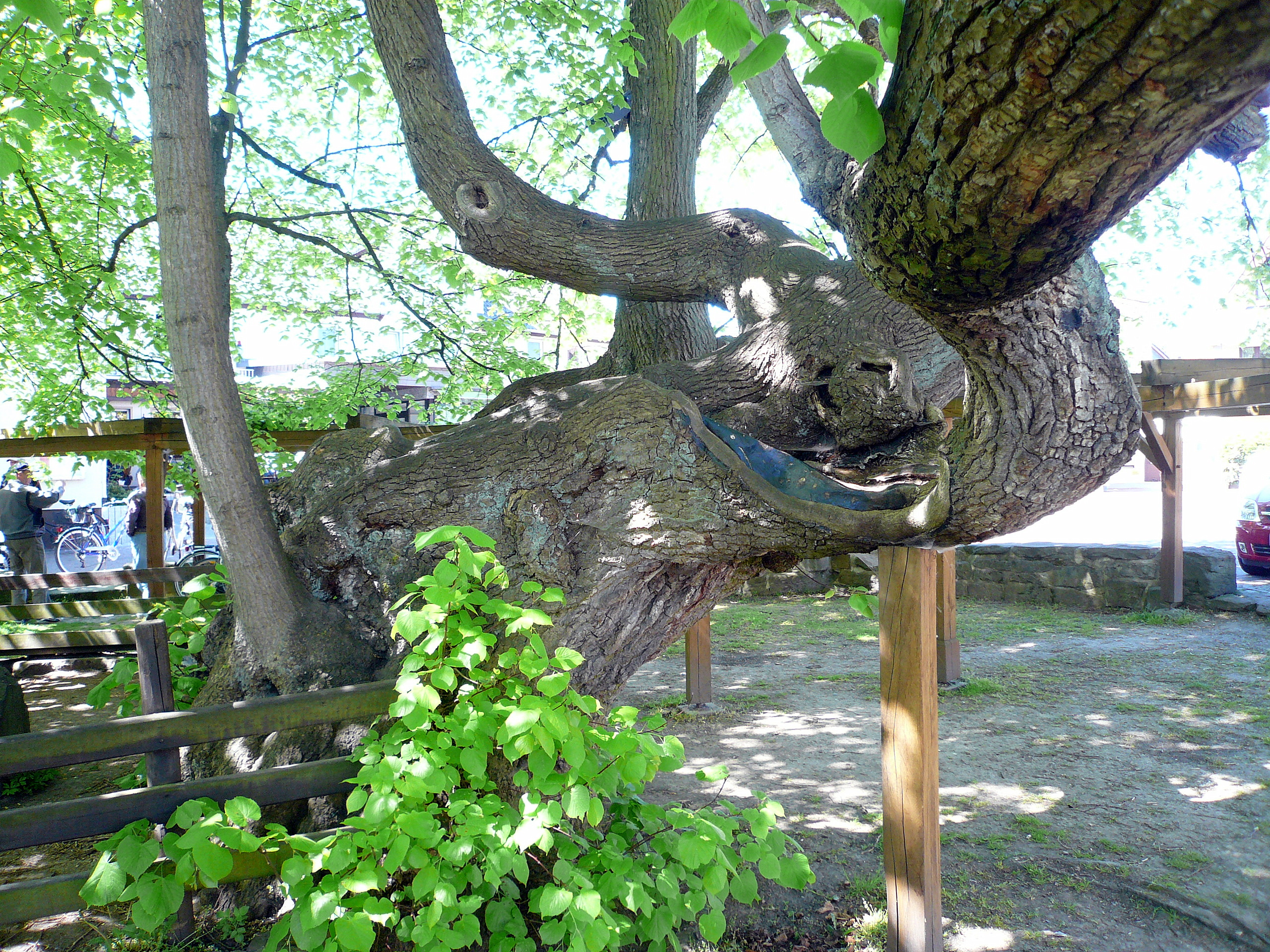
Abgestützter Stamm

Über das Alter der Linde gibt es verschiedene Angaben. Auf einem Stein, der sich im Zentrum der vier Stammteile befindet, steht „Gepflanzt im Jahre 760“. Dieses Datum ist identisch mit dem des Kapellenbaus. Danach wäre die Linde heute annähernd 1250 Jahre alt. Von wem und wann der Stein angebracht wurde, ist nicht überliefert, aber die Jahreszahl soll erst im 20. Jahrhundert von einem damaligen Dorfschullehrer dort eingraviert worden sein.
In der ARD-Sendung Deutschlands älteste Bäume am 23. April 2007 wurde die Linde von Stefan Kühn vom Deutschen Baumarchiv mit wahrscheinlich 1000 Jahren oder mehr als ältester Baum in Deutschland vorgestellt. Hans Joachim Fröhlich gab 1990 ebenfalls ein Alter von über 1000 und Anette Lenzing 2005 von 1200 bis 1300 Jahren an. In der neuesten Literatur, Deutschlands alte Bäume, wird das Alter der Linde mit 600 bis 1000 Jahren angegeben. Die Minimaleinschätzung von 600 Jahren stammt von Bernd Ullrich, die 1000 Jahre aus Unterlagen des Deutschen Baumarchivs. In  der Zeit von 2012 wurde das Baumalter mit 1275 Jahren angegeben.

## Geschichte

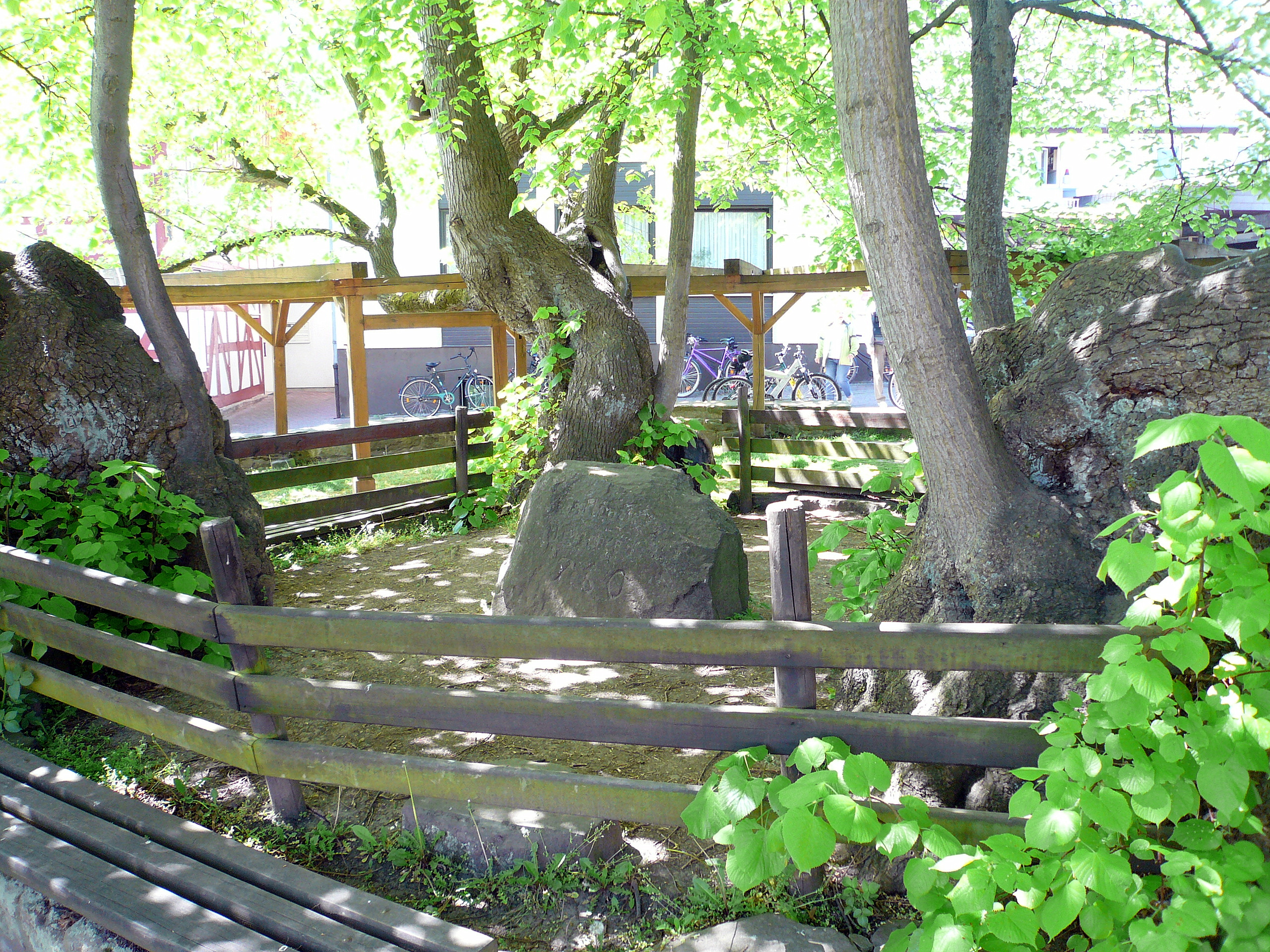
Freifläche mit Stein zwischen den vier Stammteilen

Nach Angaben von P. Rosskopf aus dem Jahre 1964 in Das Landecker Amt im Kreise Hersfeld soll die Linde im Jahre 760 beim Bau einer Kapelle zu Ehren des Ritters Sankt Georg gepflanzt worden sein, wovon ein Stein im Zentrum der vier Stammteile zeugt. Zu dieser Zeit hieß der Ort noch Lengisfeld. Die Pflanzung der Linde ist jedoch nicht beurkundet. Die Linde diente von 1557 bis 1796 ständig und danach bis weit in das 19. Jahrhundert zeitweise als Gerichtslinde sowie lange Zeit als Treffpunkt für Tanz und Jahrmarkt.
Die Linde ist aufgrund ihrer Besonderheit schon lange als Naturdenkmal ausgewiesen. Basierend auf dem Feld- und Forstpolizeigesetz von 1880 wurde sie bereits 1926 und 1930 in Anordnungen der Kreis- und Ortspolizeibehörde zum Schutz der Naturdenkmale und 1936 nach dem Reichsnaturschutzgesetz geschützt. Im Jahr 1976 wurde die Linde vom Baumchirurgen Michael Maurer für 11.000 DM saniert.
Eine weitere Sanierung erfolgte am 16. November 2009 im Auftrag der UNB (Untere Naturschutz-Behörde des Landkreises Hersfeld-Rotenburg) durch die Firma Gebrüder Wäldchen aus Ulrichstein.

### Tanzlinde

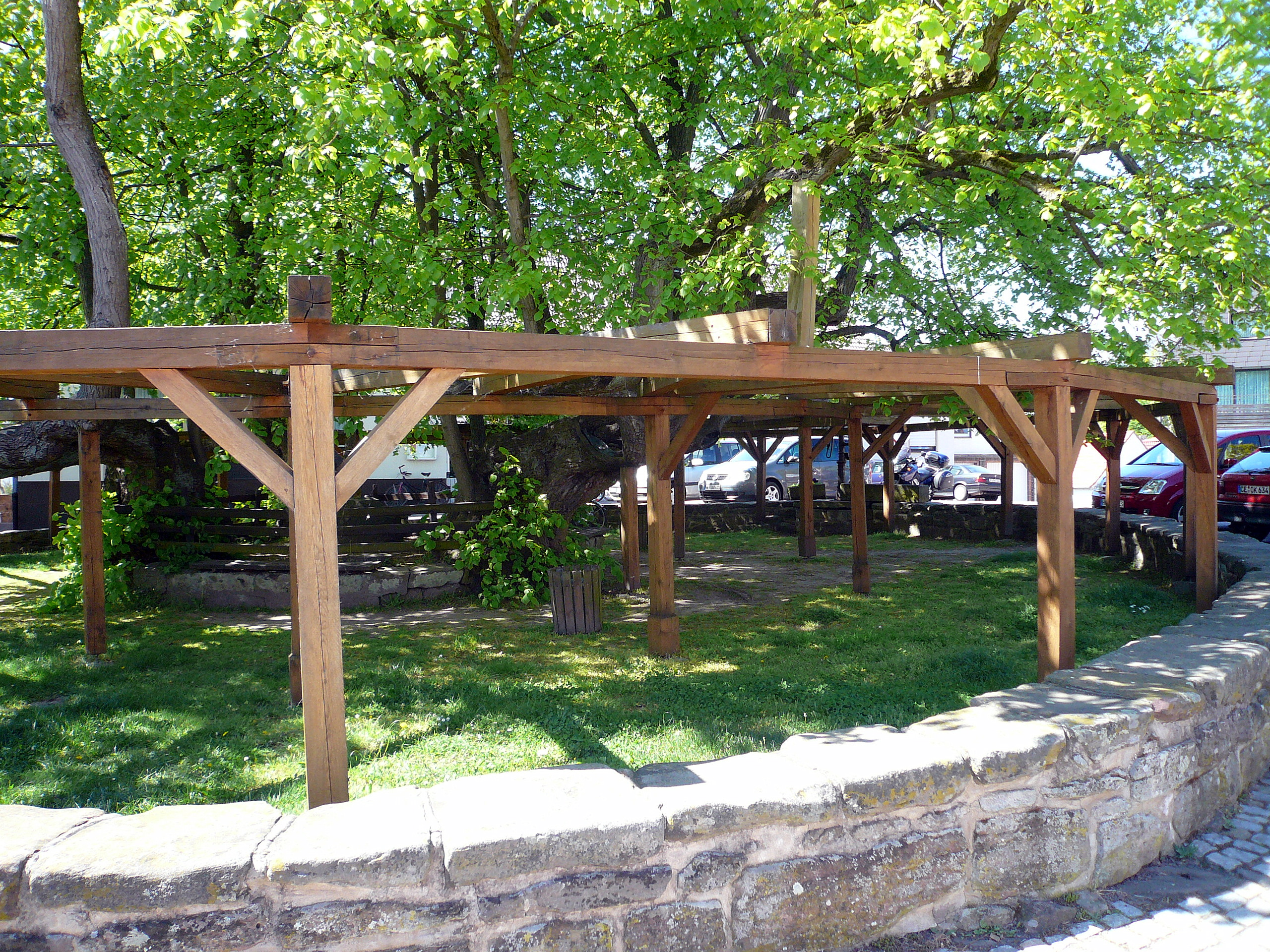
Balkengerüst mit Steinmauer

Der Baumchirurg Michael Maurer beschreibt das frühere Aussehen und die Nutzung der Linde in seinem Gutachten vom 30. September 1968 folgendermaßen:

„Und es ist nicht allein die Schenklengsfelder Linde, deren unteren Astkranz man soweit auszog. Ursprünglich zog man diese Linde hoch in drei Stufen, ja sogar 3 Stufen des Bodens. Dies hängt mit der Einteilung im germanischen Glauben zusammen: Unter dem Baum die Riesen (Teufel), im Baume die Menschen und oben in der dritten Stufe (Himmel) die Asen. Dazu glaubte man, daß der Brauttanz unbedingt im Hause der Freija, der guten Fee, getanzt werden müßte, um Glück zu bringen. Sicherlich war diese Linde auch einmal dreistufig. Genau wie an der berühmten Effeltricher Linde […] verkümmerte der Mittelstamm durch die zu starke Förderung der untersten Stufe, verhungerte er, starb von oben herab ab. Sicherlich tanzte man vor 200 Jahren noch oben, später unten.“

### Gerichtslinde
In Schenklengsfeld übten Beamte von 1557 bis 1796 ständig und anschließend bis weit in das 19. Jahrhundert hinein zeitweise das Richteramt aus. Das in der Nähe der Linde gelegene ehemalige Amtshaus in der Landeckerstraße 8 war der Sitz des landgräflich-hessischen Amtmannes, des obersten Richters des Landecker Amtes. Unter der Gerichtslinde wurden die von Karl dem Großen eingeführten Ratsversammlungen als Thing oder Rügegericht abgehalten. Die verurteilten Feldfrevler wurden unter der Linde an einem Pfahl eine oder mehrere Stunden, teilweise auch einen oder mehrere Tage, angekettet. Dies wird belegt durch den Fund eines Schließeisens, mit dem Verurteilte am Pranger befestigt wurden. Hartwig Goerss schrieb 1981 darüber:

„In früheren Zeiten fanden unter der Linde die Rügegerichte […] statt. […] wurden von der Gemeindevertretung abgehalten und hatten den Zweck, die Feldfrevler zu verurteilen. Diese Missetäter […] wurden an einen unter der Linde angebrachten Pfahl (Löngestock), an welchem sich ein Schließeisen befand, eine oder mehrere Stunden, oft auch einen ganzen Tag, angeschlossen.“

### Heutige Bedeutung
Das Tanztreffen hat sich bis in die heutige Zeit erhalten und wird alle zwei Jahre im Juni als Lindenblütenfest gefeiert. Dabei zeigen Trachtengruppen, Gesangvereine und historische Festzüge Szenen aus der Geschichte. Als Höhepunkt findet zum Abschluss des Festes eine Illuminierung der Linde durch ein Feuerwerk statt. Die Linde ist eine der Sehenswürdigkeiten der Gemeinde.